# 2 Pułk Artylerii (LWP)

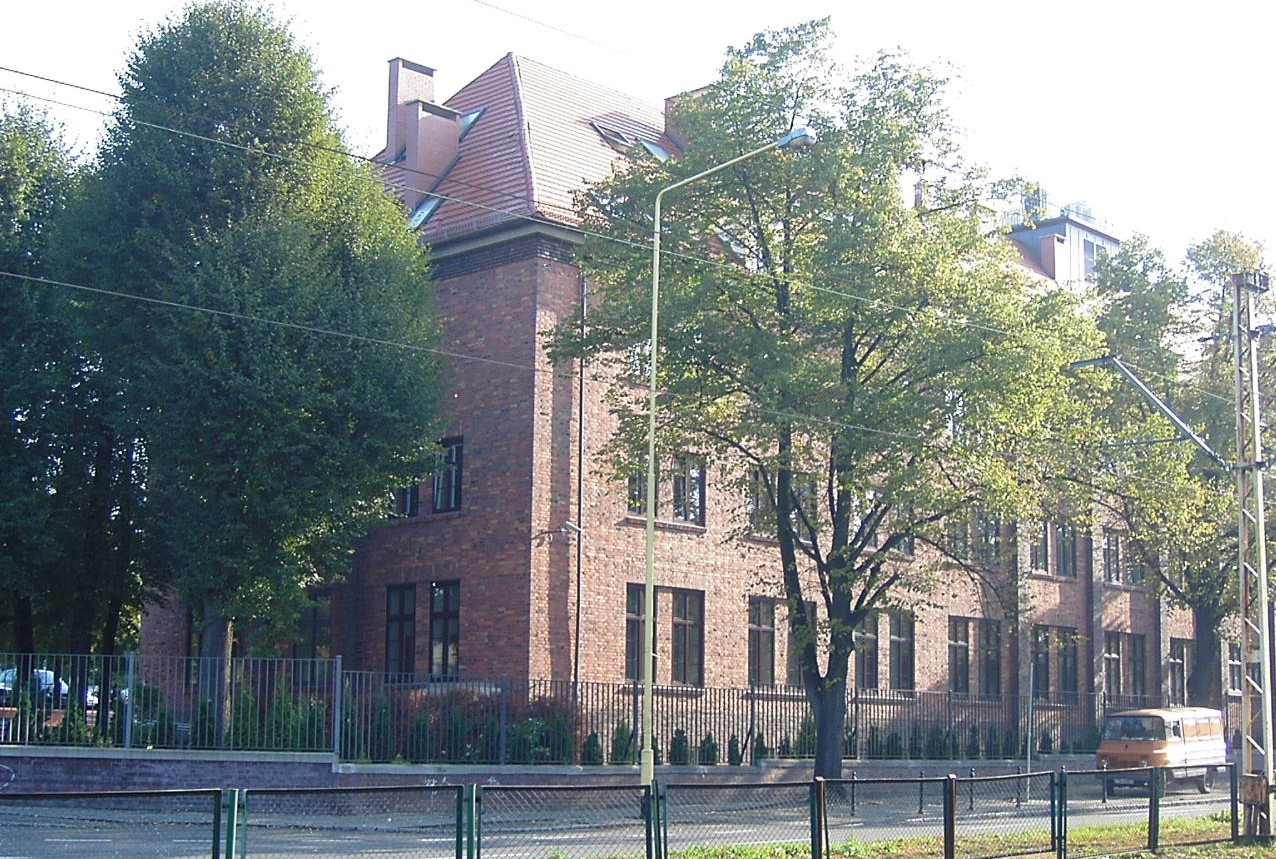
W tych koszarach stacjonował 2 pa

2 pułk artylerii – oddział artylerii Wojsk Rakietowych i Artylerii ludowego Wojska Polskiego.
Pułk wchodził w skład 12 Dywizji Zmechanizowanej. Stacjonował w Szczecinie przy ulicy Mickiewicza. W 1994 został przekształcony w 2 pułk artylerii mieszanej. W latach 80. XX wieku pułk używał kryptonimu Odlewnia.

## Tradycje
12 czerwca 1992 roku nadano pułkowi nazwę wyróżniającą „Legionów ”oraz imię króla Władysława IV. Przejął on równocześnie dziedzictwo i tradycje:
- Brygady Artylerii Cekhauzu Warszawskiego (1767-1789)
- 2 Brygady Artylerii (1789-1794)
- kompanii artylerii lekkiej Legii Naddunajskiej (1800-1801)
- 2 batalionu artylerii pieszej (1807-1813)
- 2 kompanii lekkiej artylerii pieszej (1807-1831)
- 2 pułku artylerii lekkiej Legionów (1914-1939)
- 2 Warszawskiego pułku artylerii lekkiej (1939-1940)

Doroczne święto pułk obchodził 12 czerwca.

## Dowódcy pułku

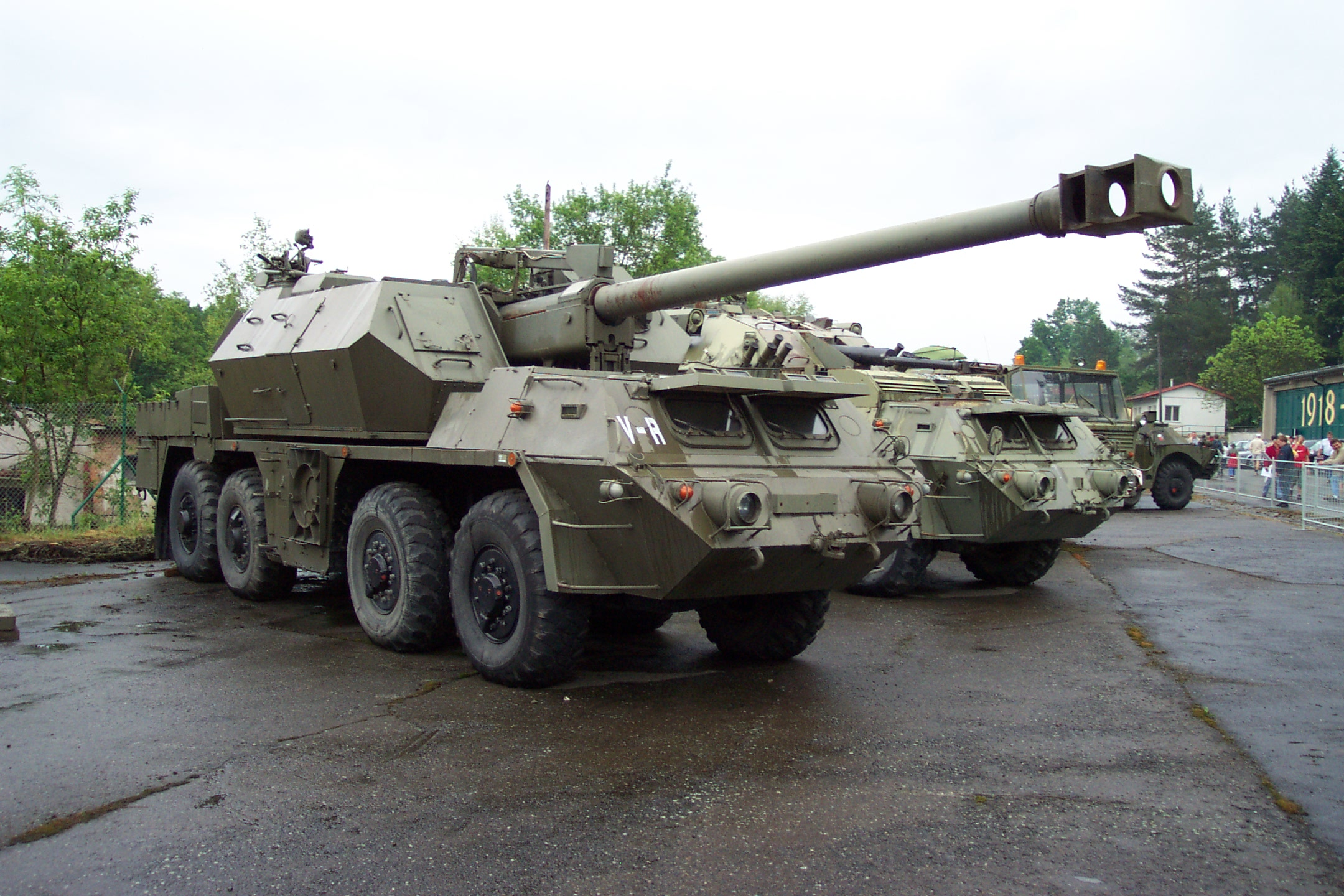
Armatohaubica wz. 1977 Dana

- ppłk dypl. Marek Ojrzanowski
- mjr dypl. Tadeusz Twardowski
- ppłk dypl. Zdzisław Korytkowski

## Struktura organizacyjna
- dowództwo, sztab
- bateria dowodzenia
  - plutony: rozpoznania, łączności, topograficzno-rachunkowy, rozpoznania dźwiękowego
- dywizjon haubic 122 mm
- dywizjon haubic 152 mm
- pluton przeciwlotniczy
- kompanie: zaopatrzenia, remontowa, medyczna

Razem w pułku artylerii: 18 haubic 122 mm, 18 haubic 152 mm i 4 zestawy ZU-23-2.

## Przekształcenia
2 pułk artylerii lekkiej → 2 pułk artylerii → 2 pułk artylerii Legionów → 2 pułk artylerii mieszanej → 2 pułk artylerii Legionów